# Géde Ollgothach
Géde Ollgothach, figlio di Ollom Fotla (fl. XIII-IX secolo a.C.), è stato, secondo la tradizione leggendaria e storica, re supremo d'Irlanda, succedendo sul trono alla morte del fratello Slánoll.
Regnò per otto anni o 12 o 17 prima di essere ucciso, secondo il Lebor Gabála, da uno sconosciuto figlio di Fíachu, mentre, secondo Goffredo Keating e gli Annali dei Quattro Maestri, da suo nipote e successore Fíachu Findoilches, figlio di Fínnachta. Keating data il suo regno dall'880 all'863 a.C., gli Annali dei Quattro Maestri dal 1241 al 1231 a.C. Il trattato medievale Cóir Anmann dice che Géde Ollgothach era un altro nome per Érimón.

### Fonti antiche
- Annali dei Quattro Maestri 3959-3971
- Seathrún Céitinn, Foras Feasa ar Éirinn 1.26